# Soumont-Saint-Quentin
Soumont-Saint-Quentin – miejscowość i gmina we Francji, w regionie Normandia, w departamencie Calvados.
Według danych na rok 1990 gminę zamieszkiwało 530 osób, a gęstość zaludnienia wynosiła 77 osób/km² (wśród 1815 gmin Dolnej Normandii Soumont-Saint-Quentin plasuje się na 418. miejscu pod względem liczby ludności, natomiast pod względem powierzchni na miejscu 727.).